# Proscriptie
Proscriptie (Latijn: proscriptio) is de publieke identificatie en officiële veroordeling van vijanden van de staat. Het was tijdens het Romeinse Rijk een decreet van veroordeling tot de dood of verbanning en refereert aan door de staat gesanctioneerde moord en vervolging. Op openbare plaatsen werden lijsten opgehangen met door de staat vogelvrij verklaarde personen waaraan vaak nog een beloning bij levende of dode inlevering van de betreffende personen gesteld werd. Deze beloning kon dan bijvoorbeeld uit een deel van het vermogen van de personen op de lijst bestaan of een kopgeld.
Het impliceert de massagewijze eliminatie van politieke rivalen zowel als persoonlijke rivalen en de term wordt vaak gebruikt in verband met gewelddadige fases van revoluties zoals tijdens het Schrikbewind van de Franse Revolutie.

## Proscriptie van 82 v.Chr.
De dictator Lucius Cornelius Sulla was de eerste in de geschiedenis van het Romeinse Rijk die proscripties gebruikte als middel om zijn macht en invloed te vergroten en tegelijkertijd zijn (potentiële) rivalen ermee uitschakelde.

## Proscriptie van 43 v.Chr.
De prosciptie werd in november van het jaar 43 v.Chr. nieuw leven ingeblazen door het Tweede Triumviraat. Dit bestond uit Octavianus, Marcus Antonius en Marcus Aemilius Lepidus. Zij zetten dit middel in om politieke vijanden fysiek te elimineren, maar ook om de schatkist aan te vullen om de komende burgeroorlog tegen de moordenaars van Caesar, Marcus Junius Brutus en Gaius Cassius Longinus, te kunnen financieren.
Het totaal aantal doden van deze tweede proscriptie bedroeg ongeveer 2.300 personen; ongeveer 300 senatoren en 2000 uit de ridderstand. Bekende slachtoffers waren de orator Cicero, zijn jongere broer Quintus Tullius Cicero (een van Julius Caesars legaten) en Marcus Favonius.
Een aantal van de geproscripteerde staatsvijanden werden weliswaar ontdaan van al hun bezittingen, maar werden door bescherming van hun familie in het Triumviraat niet gedood (voorbeelden hiervan zijn Lucius Julius Caesar en Lepidus' broer). De meeste slachtoffers waren niet zo gelukkig.
Nogal wat geproscripteerde slaagden erin om naar Sicilië te vluchten, waar op dat moment Sextus Pompeius de scepter zwaaide. Een voorbeeld hiervan was Lucius Scribonius Libo. Sextus bereikte in 39 v.Chr. in het verdrag van Misenum hun rehabilitatie en compensatie. De meeste overlevenden keerden daarop naar  Rome terug. Dit formele einde van de gepleegde delicten was uiterst belangrijk voor de ordelijke overgang naar het principaat, omdat daardoor een einde kwam aan de rechtsonzekerheid die na de proscripties van Sulla het politieke klimaat in de republiek vergifigd had.